# Історія «Renault»
Історія Renault — історія автомобільної компанії «Renault».
«Рено» (франц. Renault, Regie nationale des usines Renault) — французька державна автомобільна компанія, найбільша в країні. Випускає легкові, вантажні та спортивні автомобілі. Штаб-квартира розташована в Булонь-Біянкур (маленьке містечко поблизу Парижа).

## Луї Рено
24 грудня 1898, коли Луї Рено (Louis Renault) прийняв виклик проїхати на своєму Voiturette А-класу нагору по крутій вулиці Ру Лепік на Монмартр в Парижі. Завдяки цьому подвигу він отримав свої перші 12 замовлень. Компанія продовжувала рости, коли Рено почав завойовувати перемоги на авторалі: Париж-Берлін, Париж-Веда…
Луї Рено народився в родині типових паризьких буржуа в лютому 1877 року. Він був наймолодшою дитиною в сім'ї, крім нього в будинку підростали два брати і дві сестри. Його батько Альфред був успішним бізнесменом, а мати Луїза була дочкою заможних власників магазину, любила розваги та мистецтво. Луї був розпещеною дитиною.
З ранніх років хлопчик виявляв інтерес до всякого роду механічних предметів, включаючи мотори і електрику. Сім'я Рено володіла будинком у Біланкуре, недалеко від Парижа. В саду цього будинку був сарай, в якому молодий Луї влаштував свою першу майстерню. Навчання не було його улюбленим заняттям, і він був більш ніж задоволений, закінчивши бакалаврат. Однак, незважаючи на відсутність видатних успіхів у навчанні, мовчазний підліток володів двома надзвичайно важливими якостями для того, щоб досягти успіху в житті — інтуїцією і працьовитістю.
У віці 20 років Рено блискуче увійшов у тільки що сформований автомобільний світ. Він перетворив свій триколісний Де Діон-Ботон в невеликій чотириколісний автомобіль, в конструкцію якого Рено додав один зі своїх винаходів який повинен був незабаром висунути автомобіль на інший якісний рівень і ознаменувати початок нової автомобільної епохи. Цим винаходом була «пряма передача» — перша коробка швидкостей, яка миттєво витиснула використовувані до цього шестерні і ланцюги передач.
24 грудня 1898 Луї святкував разом з друзями Різдво. Впевнений в успіху свого винаходу, він запропонував парі, заявивши, що його нова машина зможе здолати вулицю Ру Лепік на Монмартрі, яка мала ухил до 13 градусів. Його друзі, спочатку віднеслись до цієї затії з недовірою, невдовзі змушені були повірити своїм власним очам. Здійснивши цей у своєму роді подвиг, Луї не тільки виграв парі, але і отримав свої перші 12 замовлень разом з грошовим завдатком. Ця подія стала початком його запаморочливої кар'єри. Кілька місяців по тому він зареєстрував патент на коробку передач, і незабаром винахід Рено було прийнято усіма автомобільними заводами того часу.

## Історія Рено
Історія компанії Renault почалася з першого автомобіля, зібраного Луї в 1898 році, легкої вуатюретки (від фр. Voiturette — повозочка, візок), потужністю всього лише 0,75 к.с. Ця вуатюретка навіть за часів, коли будь-який автомобіль вважався спортивним знаряддям, ніяк не тягнула на спортсмена. Брати Рено її таким не вважали, але і в корені не поділяли думку, згідно з якою справжня гоночна машина зобов'язана бути багатолітражним монстром потужністю сил, сімдесят. На їхню думку, легкий і маневрений автомобіль з відносно невеликим двигуном повинен мати швидкість вище, ніж у важкій незграбній конструкції. І ділом довели правильність своєї філософії, вигравши протягом трьох років безліч змагань.
Однак це були, як правило, бої місцевого значення, хоч і давали хорошу рекламну віддачу. Наприклад, перемога в гонці Париж-Бордо принесла 350 замовлень. До цього і конкуренти, і публіка вельме скептично ставилися до французів, вважаючи, що великого міжнародного тріумфу їм не бачити.
Наступна машина братів, відома як «модель A» з двигуном «Де Діон» потужністю в 1,75 к.с. на трубчастій рамі вийшла дуже вдалою, і Луї разом зі старшими братами організував компанію «Брати Рено» (Renault Freres).
Вже в 1899 році вони зробили і продали 15 «моделей A». Для свого автомобіля Луї сконструював коробку передач, в якій крутний момент на задні колеса передавали не ланцюги, а вал з карданними шарнірами. Ця схема головної передачі залишилася незмінною дотепер у задньопривідних автомобілів. Брати захоплювалися автомобільними перегонами, і не останнє місце в їхньому ранньому бізнесі зайняли гоночні і спортивні моделі.

## Хронологія
- З 1900 року фірма перейшла на випуск великих і потужних машин. Це — моделі AG-1 з елегантними і зручними різноманітними кузовами «капуцин», «дубль-фаетон», «ландо», рідкісні на той час закриті лімузини. Вироблено було 179 машин.

- У 1901 році Renault розширює модельний ряд, освоюючи моделі D і E, укладає міжнародний ліцензований контракт з заводом у Бельгії.

- 1902 р. — вперше будується двигун 3750 куб / см з 4 циліндрами, 20-30 к.с. для участі в гонці Париж-Відень, у якій Renault вийшов переможцем. Renault отримує патент за розробку системи суперзарядного пристрою.

- 1904 р. — Renault розвиває свою комерційну мережу, яка тепер становить 120 доларів у Франції та за кордоном. Виробництво досягає 948 транспортних засобів.

- У 1905 р. компанія «Брати Рено» одна з перших випустила автомобілі-таксі з кузовом «ландоле». Ці машини, що прозвали «Браунінг» через їх чорний колір та їх форму, прославилися під час Першої Світової війни, коли 600 паризьких таксі-Рено було мобілізовано в найкоротший термін для перекидання 5 тисяч солдат до річки Марна. За ім'ям знаменитої битви таксі й одержали назву «марнські». Цьому автомобілю навіть поставлений пам'ятник. Для потреб французької армії компанія постачала і іншу техніку: судна, авіаційні двигуни (перший літаковий двигун зібраний в 1908 році). Луї Рено сконструював навіть досить вдалі для того часу танки.

- У 1906 р. на автомобільному Салоні в Берліні компанія представила свій перший автобус.

- «Брати Рено» у передвоєнні роки активно співпрацювали з Росією. Для Імператора був створений автомобіль «лімузин-ландоле» на шасі Рено. Для спадкоємця престолу був придбаний «Рено-бебе», легкий автомобільчик, украй простий у керуванні й експлуатації.

- Закуповувалися таксомотори «Рено» і для нової соціалістичної Москви, обладнання та технології Renault стали основою заводу КІМ, відомого нам як АЗЛК.

- Необхідно відзначити і чудове досягнення 1923 року — перший переїзд через пустелю Сахара шестиколісного прототипу (модель «Жюва 4» з незалежним переднім приводом).

- 1910 р. — на заводі Renault працює 3200 чоловік, в тому числі, і над моделлю 25CV Type BM.

- 1913 р. — 5200 співробітників працюють над автомобілями Renault і підвищують їх загальне виробництво до 10000 одиниць, включаючи 40CV Type DT.

- 1919 р. — Луї Рено визнається першим промисловцем Франції, на його заводі встановлюється сучасне обладнання, постійно вишукуються можливості зниження собівартості продукції, головна стратегія — доступний за ціною товар.

- 1925 р. — алмазний символ стає логотипом Renault, і вперше встановлюється на 40CV, який приносить ряд рекордів по дальності пробігу, економії пального і перемагає в гонці Монте-Карло.

- 1926 р. — з цього року гальма на всіх чотирьох колесах стали стандартні для всіх автомобілів Renault. Представлена модель Renault NN, надійний і міцний автомобіль. Джордж Естіенн вибрав Renault NN для своєї подорожі через пустелю Сахара, в січні 1927 р. Поїздка Естіенна — майже 17000 км (10000 миль) — була завершена без будь-яких механічних несправностей. Отримано патент на пристосування для розміщення багажу.

- 1929 р. — вступає в експлуатацію перша складальна лінія на новому заводі. Марка Renault представлена в 49 країнах.

- У 1930-і роки з'явилися оригінальні автобуси Рено з відкритою платформою.

- Друга Світова війна завдала істотної шкоди компанії. Заводи в Бійанкур були зруйновані бомбардуванням союзників, сам Луї Рено був звинувачений у співробітництві з нацистськими окупантами і помер у в'язниці.

- 1936 р. — отриманий патент на винахід розкладних сидінь.

- У 1945 р. компанія була націоналізована і стала державним підприємством, яке отримало сучасну назву.

- 1946 р. — рік початку виробництва приватних автомобілів післявоєнного періоду. Завод виробив 8500 автомобілів, більшість — Juvaquatres та їх версії із зміненим салоном. Вони були обладнані гідравлічними гальмами та гідравлічними амортизаторами. Модель випускалася до 1949 р., а її версії до 1959 р.

- До 1949 р. закінчується реконструкція заводів, і до 1954 р. випускається 500 тисяч 4CV.

- 1954 р. — море шампанського випито з нагоди випуску 1 мільйона транспортних засобів після націоналізації і 2 мільйонів починаючи з заснування компанії у 1898 р. П'єр Дрейфус (Pierre Dreyfus) і Фернан Пікар (Fernand Picard), подорожуючи по США і вивчаючи ринок збуту автомобілів, були запрошені на обід з губернатором Флориди, де дійшли згоди і обумовили терміни створення виробництва Renault. 11 лютого директор компанії гине в автомобільній катастрофі, і Дрейфус займає його місце, тому що був гарним другом і радником. У грудні починається випуск моделі Dauphines.

- У 1958 р. вводиться в дію новий завод з виробництва двигунів «Рено» у м. Клеона (Нормандія). Renault 4 с переднім приводом становиться популярним «маленьким народним автомобілем» (випуск цієї моделі становив понад 8 мільйонів штук). Renault 16, передньопривідна, з полуторалітровим двигуном, в 1965 р. стала піонером впровадження у виробництво кузова «хетчбек», такого, яким ми бачимо його сьогодні. Цей автомобіль з універсальним і комфортабельним салоном, характерною французькою м'якою підвіскою коліс став елегантним і практичним автомобілем для французького середнього класу.

- 1959 р. — 102000 Dauphines і 15000 4CVs були продані в США. 41000 у Німеччині та 19000 в Італії. Наприкінці цього року Renault став шостим за рахунком автомобільним виробником у світі. У США розпочато випуск автомобіля Floride під найменуванням Caravelle.

- У 1966 році Renault підписує угоду з Peugeot і Volvo про об'єднання технічних ресурсів. Цього року Renault поставив 738000 автомобілів, з них 333000 продано за кордоном.

- 1967 р. — заводи Renault є на кожному континенті. 5 складальних заводів у Європі, крім Франції, один у Канаді, дев'ять в Латинській Америці, п'ять в Африці, один в Австралії, одна в Азії, і готуються до відкриття в Румунії та Малайзії.

- 1969 р. — більш 1 мільйона транспортних засобів змонтовано та більше 500000 експортовано. Проект 117 — Renault 12 — демонструється на Паризькому автосалоні: ідея проекту полягала в тому, щоб автомобіль був економічним, просторим, мав великий багажник. У Румунії R12 називався Dacia, а в Бразилії Corcel. Створюються відділення Рено в Туреччині.

- У 1970-і роки в компанії починається період бурхливого росту: з'являються нові заводи на півночі Франції, спільні підприємства Renault і Peugeot. Моделі Renault 5 і Renault 12 стають французькими машинами що найбільше продаються у світі.

- У 1979 р. компанія починає просування на перспективний американський ринок. Уклавши угоду з «Америкен Моторс Корпорейшн», Renault, у свою чергу, зобов'язується просувати її автомобілі на європейському ринку.

- 1982 р. — Renault 9 виробляється в США під назвою Alliance і стає там автомобілем року (цей автомобіль став вірним соратником Джеймса Бонда в одному з фільмів кіноепопеї).

- Мінівен Renault Espace уперше був представлений у Брюсселі влітку 1984 р. У 1988 р. демонструється повнопривідне виконання Quadra.

- У березні 1986 року з'явилося чергове покоління Renault під індексом 21 (заводський індекс кузова седана L48, універсала — К48). Універсал, який з'явився через півроку під власним ім'ям Nevada, мав подовжений на 150 мм кузов. У Європі Renault 21 / Nevada виробляли до 1995 року, коли її витіснила модель Laguna.

- Влітку 1988 року концерн Renault зміцнив своє становище в самому популярному європейському класі «С» компактних автомобілів, представивши хетчбек Renault 19.

- У 1990 р. починається виробництво моделі Clio, яка протягом багатьох років є однією з найбільш продаваних моделей у Франції.

- Друге покоління Clio з'явилося в 1998 р. і негайно завоювало популярність. Спеціально для ринків так званих третіх країн, зокрема, для Росії, виробляється версія Clio Symbol. Восени 1999 р. випускається модифікація Clio Sport із двигуном 2,0 / 16.

- 1991 р. — титулований рік: Clio присуджується звання «автомобіль року», Renault Ligne — AE «вантажівка року», Renault FR1 — «автобус року», а Раймонда Леві нагороджують титулом «президент року». У цьому ж році з'являється відразу ставший одним з найпопулярніших в класі відкритих автомобілів Renault 19 Cabriolet. У Франкфурті показується концептуальна модель Scenic.

- 31 березня 1992 народжується Renault Twingo, і виходить модель Renault Safrane. На автосалоні в Парижі представлена модель Zoom.

- У листопаді 1993 року демонструється високопотужні виконання Biturbo з двигуном 268 л.с., з двома турбонагнітачами і повним приводом.

- У вересні 1995 р. відбувся перший показ моделі Megane (спадкоємець моделі Renault 19). Автомобіль має кілька модифікацій — Classic, Cabriolet, Coupe і Estate. Навесні 1999-го випущена модифікація з кузовом універсал.

- З 1996 року Renault 19 у виконанні Europa з кузовами седан став одним з бестселерів вітчизняного ринку нових імпортних легковиків.

- У 1996 р. з'являється нове покоління моделей з поперечно розташованими двигунами, збільшуються розміри кузова.

- Восени 1997 випускається Grand Espace з подовженою базою. З 1998 р. автомобіль обладнується новими двигунами. Випускається новий вантажний автофургон Renault Kangoo.

- У 1998 р. сторіччя Renault відзначається виходом нового Clio. У Женеві показують проект Zo, з першим в Європі бензиновим двигуном прямого вприскування, і проект Vel Satis.

- 1999 р. — укладання договору про співпрацю з фірмою Nissan. Перший показ моделі Avantime на базі Renault Espace. З цим автомобілем французи дійсно випередили час (а саме так перекладається назва автомобіля), вирішивши з мінівена зробити машину представницького класу.

- 2000 р. — у Женеві показаний всюдихід Koleos.

- 2001 р. — Renault Laguna II — перший у світі автомобіль, який отримав вищу оцінку за безпеку, п'ять зірок з п'яти, за результатами тестів незалежної організації EuroNCAP.

- 2003 р. — Renault Megane II отримує титул «Автомобіль року». Патрік ле КЕМА, шеф-дизайнер Renault, визнаний «дизайнером року». EuroNCAP оголошує Renault Megane II, Renault Vel Satis і Renault Espace IV найбезпечнішими автомобілями на ринку.

- 2004 р. — Renault Megane — найбільше продається автомобіль на ринку Європи. Команда Renault займає 3 місце в Кубку конструкторів чемпіонату Формули-1. Вищу нагороду EuroNCAP за безпеку отримують Renault Scenic, Renault Megane C + C і Renault Modus.

- 2005 р. — розпочато виробництво Logan — нового «Всесвітнього автомобіля».

## Джерело
- Uapedia.com.ua — Українська інтернет-енциклопедія [Архівовано 1 січня 2012 у Wayback Machine.]*